# Bailey (Familienname)
Bailey ist ein englischer Familienname.

## Herkunft und Bedeutung
Der Name ist eine alte Form von französisch bailli (engl. bailiff) „Vogt“ oder stammt vom schottischen baillie für ein Mitglied eines Gemeindevorstands ab. Er entspricht damit in etwa dem deutschen Voigt.

## Namensträger

### A
- Abraham Bailey (1895–1939), US-amerikanischer Baseballspieler
- Ace Bailey (1903–1992), kanadischer Eishockeyspieler
- Ace Bailey (Basketballspieler) (* 2006), US-amerikanischer Basketballspieler
- Alan Bailey (Ruderer) (1881–1961), kanadischer Ruderer
- Alan Bailey (Tennisspieler) (* 1929), australischer Tennisspieler
- Aldrich Bailey (* 1994), US-amerikanischer Leichtathlet
- Aleen Bailey (* 1980), jamaikanische Leichtathletin
- Alexander H. Bailey (1817–1874), US-amerikanischer Politiker
- Alfred Marshall Bailey (1894–1978), US-amerikanischer Ornithologe
- Alice Bailey (1880–1949), englisch-US-amerikanische Theosophin
- Alisha Bailey (* 1987), britische Schauspielerin
- Allie Bailey (* 1993), US-amerikanische Fußballspielerin
- Amelia Bailey (1842–1932), australische Sängerin
- Amy Bailey (Frauenrechtlerin) (1895–1990), jamaikanische Lehrerin und Frauenrechtlerin
- Amy Bailey (Schauspielerin) (* 1975), US-amerikanische Schauspielerin
- Andrew Bailey (Bankier) (* 1959), britischer Bankmanager
- Andrew Bailey (Basketballspieler) (* 1968), britischer Basketballspieler
- Andrew Bailey (Politiker), US-amerikanischer Politiker, Attorney General von Missouri
- Andrew Bailey (Baseballspieler) (* 1984), US-amerikanischer Baseballspieler
- Angela Bailey (1962–2021), britische Leichtathletin
- Anthony Bailey (Schauspieler) (1931–2004), britischer Schauspieler
- Anthony Bailey (Schriftsteller) (1933–2020), britischer Schriftsteller und Journalist
- Anthony Bailey (Berater) (* 1970), britischer Politikberater
- Arthur Bailey (Fußballspieler) (1914–2006), englischer Fußballspieler
- Arthur Scott Bailey (1877–1949), US-amerikanischer Kinderbuchautor
- Autumn Bailey (Filmproduzentin) (* 1983), US-amerikanische Filmproduzentin
- Autumn Bailey (Volleyballspielerin) (* 1995), kanadische Volleyballspielerin

### B
- Barbara Bailey (* 1942), jamaikanische Hochschullehrerin
- Benita Sarah Bailey (* 1984), deutsche Schauspielerin und Filmemacherin
- Benjamin Bailey (1791–1871), englischer Missionar
- Benny Bailey (1925–2005), US-amerikanischer Jazztrompeter
- Bert Bailey (1868–1953), australischer Schauspieler, Schriftsteller und Theaterimpresario
- Bill Bailey (* 1964), englischer Comedian, Musiker und Schauspieler
- Billy Bailey (1947–1996), US-amerikanischer Mörder
- Blake Bailey (* 1963), US-amerikanischer Schriftsteller
- Bob Bailey (1931–2003), kanadischer Eishockeyspieler
- Brant Bailey (* 1977), US-amerikanischer Basketballspieler
- Brian Bailey (1932–2022), britischer Sportschütze
- Bryan Bailey (* 1980), US-amerikanischer Basketballspieler
- Bunty Bailey (* 1964), britische Schauspielerin, Tänzerin und Model
- Buster Bailey (1902–1967), US-amerikanischer Klarinettist und Saxophonist

### C
- Candace Bailey (* 1982), US-amerikanische Schauspielerin
- Carl Edward Bailey (1894–1948), US-amerikanischer Politiker
- Casey Bailey (* 1991), US-amerikanischer Eishockeyspieler
- Catherine Bailey (* 1980), britische Schauspielerin
- Champ Bailey (* 1978), US-amerikanischer American-Football-Spieler
- Chantal Bailey (* 1965), US-amerikanische Eisschnellläuferin
- Charles P. Bailey (1910–1993), US-amerikanischer Herzchirurg
- Charles-James N. Bailey (1926–2023), US-amerikanischer Sprachwissenschaftler und Hochschullehrer
- Chloe Bailey (* 1998), US-amerikanische Sängerin
- Chris Bailey (Produzent), Filmproduzent und Regisseur
- Chris Bailey (Musiker) (1957–2022), australischer Sänger, Songwriter und Musiker
- Chris Bailey (Animator) (* 1962), US-amerikanischer Animator
- Chris Bailey (Tennisspieler) (* 1968), britischer Tennisspieler und Sportmoderator
- Chris Bailey (Radsportler) (* 1967), US-amerikanischer Radrennfahrer
- Chris Bailey (Eishockeyspielerin) (* 1972), US-amerikanische Eishockeyspielerin
- Chris Bailey (Autor) (* 1989), kanadischer Autor und Produktivitätsberater
- Christopher Bailey (Modedesigner) (* 1971), britischer Modedesigner
- Christopher Bailey (Schauspieler) (* 1992), deutscher Schauspieler
- Christopher Bailey (Leichtathlet) (* 2000), US-amerikanischer Sprinter
- Cleveland M. Bailey (1886–1965), US-amerikanischer Politiker
- Clyde Harold Bailey (1887–1968), US-amerikanischer Biochemiker
- Col Bailey (* 1937), australisch-tasmanischer Naturforscher und Autor
- Colin Bailey (1934–2021), britisch-US-amerikanischer Jazz-Schlagzeuger
- Consuelo N. Bailey (1899–1976), US-amerikanische Politikerin
- Corinne Bailey Rae (* 1979), englische Soulsängerin
- Cyril Bailey (1871–1957), britischer Klassischer Philologe

### D
- D. R. Shackleton Bailey (1917–2005), britischer Latinist
- Dan Bailey (* 1988), US-amerikanischer American-Football-Spieler
- Daniel Bailey (* 1986), Leichtathlet aus Antigua und Barbuda
- Danniell Bailey (* 2003), anguillanischer Fußballtorhüter
- D’Army Bailey († 2015), US-amerikanischer Jurist, Schauspieler und Autor
- Dave Bailey (Musiker) (Samuel David Bailey; 1926–2023), US-amerikanischer Jazzschlagzeuger
- David Bailey (Schauspieler) (1933–2004), US-amerikanischer Schauspieler
- David Bailey (Fotograf) (* 1938), britischer Fotograf
- David Bailey (Leichtathlet) (1945–2022), kanadischer Leichtathlet und Pharmakologe
- David Bailey (Rugbyspieler) (* 1969), neuseeländischer Rugby-League-Spieler
- David Bailey (Snookerspieler), britischer Snookerspieler
- David Harold Bailey (* 1948), US-amerikanischer Mathematiker und Informatiker
- David Jackson Bailey (1812–1897), US-amerikanischer Politiker
- DeFord Bailey (1899–1982), US-amerikanischer Countrymusiker
- Dennis Bailey (Fußballspieler, 1935) (* 1935), englischer Fußballspieler
- Dennis Bailey (Fußballspieler, 1965) (* 1965), englischer Fußballspieler
- Derek Bailey (1930–2005), englischer Gitarrist
- Dion Bailey (* 1992), US-amerikanischer Footballspieler
- Dona Bailey (* 1955), US-amerikanische Informatikerin, Computerspieledesignerin und Hochschullehrerin
- Donald Bailey (Architekt), australischer Architekt
- Donald Bailey (Schlagzeuger) (1934–2013), US-amerikanischer Jazz-Schlagzeuger
- Donald A. Bailey (1945–2020), US-amerikanischer Politiker
- Donald Coleman Bailey (1901–1985), britischer Bauingenieur
- Donald Gilbert Bailey (1942–2003), kanadischer Autor
- Donald M. Bailey (* 1930), britischer Klassischer Archäologe
- Donovan Bailey (* 1967), kanadischer Leichtathlet
- Dorian Bailey (* 1997), US-amerikanische Fußballspielerin
- Doug Bailey († 2013), US-amerikanischer Politikberater
- Drew Bailey, australischer Filmproduzent

### E
- Ed Bailey (1931–2007), US-amerikanischer Baseballspieler
- Eduardo Bailey Elizondo (* 1961), mexikanischer Politiker
- Edward Battersby Bailey (1881–1965), britischer Geologe
- Eion Bailey (* 1976), US-amerikanischer Schauspieler
- Elden C. Bailey (1922–2004), US-amerikanischer Perkussionist und Musikpädagoge
- Elizabeth Bailey (* 1938), US-amerikanische Ökonomin
- Elisabeth Tova Bailey, US-amerikanische Schriftstellerin
- Elles Bailey, britische Singer-Songwriterin
- Elvyonn Bailey (* 1991), US-amerikanischer Sprinter
- Eric Bailey (1905–1989), britischer Politiker

### F
- Florence Augusta Merriam Bailey (1863–1948), US-amerikanische Ornithologin
- Francis Lee Bailey (1933–2021), US-amerikanischer Strafverteidiger
- Frank Bailey (1907–1969), englischer Fußballspieler
- Frederick Augustus Washington Bailey, Geburtsname von Frederick Douglass (1817/1818–1895), US-amerikanischer Abolitionist und Schriftsteller
- Frederick Manson Bailey (1827–1915), britisch-australischer Botaniker
- Frederick Marshman Bailey (1882–1967), britischer Offizier und Forschungsreisender

### G
- G. W. Bailey (* 1944), US-amerikanischer Schauspieler
- Guy W. Bailey (1876–1940), US-amerikanischer Politiker, Anwalt, Vermont Secretary of State und Präsident der University of Vermont
- Gamaliel Bailey (1807–1859), amerikanischer Journalist
- Garnet Bailey (1948–2001), kanadischer Eishockeyspieler, -trainer und -scout
- Gary Bailey (* 1958), englischer Fußballspieler

- George Bailey (Bandleader) (1935–1970), trinidadischer Bandleader
- George Bailey (Cricketspieler) (* 1982), australischer Cricketspieler
- George Bailey (Leichtathlet) (1906–2000), britischer Leichtathlet
- George Bailey (Musiker) auch (George Morrison Bailey) (* in Denver), Pianist, langjähriger Korrepetitor beim Stuttgarter Ballett
- George Bailey (Offizier) (1919–2001), US-amerikanischer Offizier und Journalist
- George Bailey (Turner), britischer Turner
- George Herbert Bailey (1852–1924), englischer Chemiker
- George W. Bailey (* 1945), US-amerikanischer Schauspieler, siehe G. W. Bailey
- George W. Bailey (Politiker) (1833–1865), US-amerikanischer Politiker
- Goldsmith Bailey (1823–1862), US-amerikanischer Politiker

### H
- Halle Bailey (* 2000), US-amerikanische Sängerin und Schauspielerin
- Hannah Clark Johnston Bailey (1839–1923), amerikanische Sozialreformerin
- Harold Walter Bailey (1899–1996), britischer Orientalist und Iranist
- Harry Bailey (Fußballspieler, 1870) (William Henry Bailey; 1870–1930), englischer Fußballspieler
- Harry Bailey (Fußballspieler, 1871) (William Henry Bailey; 1871–1899), englischer Fußballspieler
- Harry Bailey (Fußballspieler, 1896) (1896–1965), englischer Fußballspieler
- Harry Bailey (Fußballspieler, 1915) (Harold Bailey; 1915–1997), englischer Fußballspieler
- Helen Bailey (1964–2016), britische Schriftstellerin
- Henry Bailey (1893–1972), US-amerikanischer Sportschütze
- Herbert Bailey (Fußballspieler, 1869) (John Herbert Bailey; 1869–1952), englischer Fußballspieler
- Herbert Bailey (Fußballspieler, 1894) (Herbert Albert Bailey; 1894–1955), englischer Fußballspieler
- Herbert Stevens Bailey (1880–??), US-amerikanischer Autor
- Hilary Bailey (1936–2017), britische Schriftstellerin und Herausgeberin
- Horace Bailey (1881–1960), englischer Fußballspieler

### I
- Irving Widmer Bailey (1884–1967), US-amerikanischer Botaniker

### J
- J. Michael Bailey (* 1957), US-amerikanischer Sexualwissenschaftler
- Jacob Whitman Bailey (1811–1857), US-amerikanischer Botaniker
- Jade Bailey (* 1983), barbadische Sprinterin
- Jake Bailey († 2015), US-amerikanischer Visagist, Maskenbildner und Fotograf
- James Bailey (Philologe), Philologe
- James Bailey (Basketballspieler) (* 1957), US-amerikanischer Basketballspieler
- James Bailey (Dartspieler) (* 1969), australischer Dartspieler
- James Bailey (Rugbyspieler) (* 1983), englischer Rugby-Union-Spieler
- James Bailey (Fußballspieler) (James Joseph Bailey; * 1988), englischer Fußballspieler
- James E. Bailey (James Edmund Bailey; 1822–1885), US-amerikanischer Politiker
- Jaye Bailey (* 1973), neuseeländische Softballspielerin
- Jeannette Bailey (* 1931), britische Fechterin
- Jeremiah Bailey (1773–1853), US-amerikanischer Politiker
- Jim Bailey (Verleger) (James Richard Abe Bailey; 1919–2000), südafrikanischer Verleger
- Jim Bailey (Leichtathlet) (James John Bailey; 1929–2020), australischer Leichtathlet
- Jim Bailey (Schauspieler) (James William Bailey; 1938–2015), US-amerikanischer Schauspieler, Sänger und Entertainer
- Joe Bailey (* 1961), US-amerikanischer Bogenschütze
- Joel Bailey (Schauspieler) (* 1953), US-amerikanischer Schauspieler, Filmproduzent und Drehbuchautor
- John Bailey (Landwirt) (1750–1819), schottischer Landwirt
- John Bailey (Politiker) (1786–1835), US-amerikanischer Politiker
- John Bailey (Gewerkschafter) (1876–1954), australischer Politiker und Gewerkschafter
- John Bailey (Schauspieler) (1914–1989), britischer Schauspieler
- John Bailey (Gitarrenbauer) (* 1931), britischer Gitarrenbauer und Autor
- John Bailey (Kameramann) (1942–2023), US-amerikanischer Kameramann und Regisseur
- John Bailey (Rugbyspieler) (* 1954), australischer Rugby-League-Spieler- und -Trainer
- John Bailey (Fußballspieler, 1957) (* 1957), englischer Fußballspieler
- John Bailey (Musiker) (* um 1966), US-amerikanischer Jazzmusiker
- John Bailey (Fußballspieler, 1969) (* 1969), englischer Fußballspieler
- John Anthony Bailey, eigentlicher Name von Jack Baker (1943–1994), US-amerikanischer Schauspieler und Pornodarsteller
- John Cann Bailey (1864–1931), britischer Literaturkritiker
- John Frederick Bailey (1866–1938), australischer Botaniker und Gartenbauer
- John Michael Bailey (* 1957), US-amerikanischer Sexualwissenschaftler, siehe J. Michael Bailey
- John Mosher Bailey (1838–1916), US-amerikanischer Politiker
- Jonathan Bailey (Bischof) (1940–2008), britischer Theologe und Geistlicher, Bischof von Derby
- Jonathan Bailey (Schauspieler) (* 1988), britischer Schauspieler
- Joseph Bailey (Politiker) (1810–1885), US-amerikanischer Politiker (Pennsylvania)
- Joseph Bailey (General) (1827–1867), US-amerikanischer General im Sezessionskrieg
- Joseph R. Bailey (1913–1998), US-amerikanischer Herpetologe
- Joseph Weldon Bailey (1862–1929), US-amerikanischer Politiker
- Joseph Weldon Bailey junior (1892–1943), US-amerikanischer Politiker
- Josh Bailey (* 1989), kanadischer Eishockeyspieler
- Josiah William Bailey (1873–1946), US-amerikanischer Politiker
- Judy Bailey (* 1968), englische Sängerin
- Julian Bailey (* 1961), englischer Formel-1-Rennfahrer
- Justin Bailey (* 1995), US-amerikanischer Eishockeyspieler

### K
- Kelly Bailey (* 1998), britisch-portugiesische Schauspielerin und Model.
- Kemar Bailey-Cole (* 1992), jamaikanischer Leichtathlet
- Kenneth Bailey (Jurist) (Kenneth Hamilton Bailey; 1898–1972), australischer Jurist, Hochschullehrer und Diplomat
- Kenneth Bailey (Biochemiker) (1909–1963), britischer Biochemiker
- Kenneth E. Bailey (1930–2016), US-amerikanischer Theologe und Sprachwissenschaftler
- Kid Bailey (vor 1929–nach 1960), US-amerikanischer Bluesmusiker
- Kyle Bailey (* 1982), US-amerikanischer Basketballspieler

### L
- Laura Bailey (* 1981), US-amerikanische Synchronsprecherin
- Leon Bailey (* 1997), jamaikanischer Fußballspieler
- Liberty Hyde Bailey (1858–1954), US-amerikanischer Botaniker
- Loraine Bailey (1936–2019), kanadischer Agrarwissenschaftler
- Lowell Bailey (* 1981), US-amerikanischer Biathlet
- Lucy Bailey, britische Theater- und Filmregisseurin und Filmproduzentin
- Ludger Viefhues-Bailey (* 1965), deutscher Religionswissenschaftler

### M
- Madilyn Bailey (* 1992), amerikanische Sängerin
- Madison Bailey (* 1999), US-amerikanische Schauspielerin
- Marco Bailey (* 1970), belgischer DJ und Produzent
- Maria Bailey (* 1975), irische Politikerin
- Mario Bailey (* 1970), US-amerikanischer American-Football-Spieler
- Marion Bailey (* 1951), britische Schauspielerin
- Marjorie Bailey (* 1947), kanadische Sprinterin
- Mark Bailey (Diplomat) (* 1951), kanadischer Diplomat
- Mark Bailey (Rugbyspieler) (Mark David Bailey; * 1960), englischer Rugby-Union-Spieler
- Mark Bailey (Drehbuchautor) (* 1968), US-amerikanischer Drehbuchautor
- Mark Bailey (Tennisspieler), Tennisspieler aus Hongkong
- Mark Bailey (Fußballspieler) (* 1976), englischer Fußballspieler
- Mary Bailey (1890–1960), anglo-irische Fliegerin
- Maxwell C. Bailey (* 1947), pensionierter Generalleutnant der US Air Force
- McDonald Bailey (1920–2013), britischer Sprinter aus Trinidad und Tobago
- Michael Bailey (Zauberkünstler) (* 1930), britischer Zauberkünstler und Autor
- Michael Bailey (Schwimmer) (* 1948), britischer Schwimmer
- Michael Bailey (Schriftsteller) (* 1979), US-amerikanischer Schriftsteller und Herausgeber
- Michael Bailey Smith (* 1957), US-amerikanischer Schauspieler
- Michelle McLean-Bailey (* 1972), namibisches Fotomodell und Medien-Persönlichkeit
- Mike Bailey (Fußballspieler) (Michael Alfred Bailey; * 1942), englischer Fußballspieler und -trainer
- Mike Bailey (Schauspieler) (Michael James Bailey; * 1988), britischer Schauspieler
- Mildred Bailey (1907–1951), US-amerikanische Jazzsängerin

### N
- Nathan Bailey (17./18. Jh.), englischer Philologe
- Nicky Bailey (* 1984), englischer Fußballspieler
- Noel Bailey († 2014), jamaikanischer Reggaemusiker
- Norman Bailey (Fußballspieler) (Norman Coles Bailey; 1857–1923), englischer Fußballspieler
- Norman Bailey (Musiker) (1913–1984), amerikanischer Trompeter
- Norman Bailey (Wirtschaftswissenschaftler) (Norman Alishan Bailey; * 1931), amerikanischer Wirtschaftswissenschaftler
- Norman Bailey (Sänger) (Norman Stanley Bailey; 1933–2021), britischer Opernsänger (Bassbariton)

### O
- Oshane Bailey (* 1989), jamaikanischer Sprinter

### P
- Paul Bailey (1937–2024), britischer Autor
- Pearl Bailey (1918–1990), US-amerikanische Schauspielerin und Sängerin
- Percival Bailey (1892–1973), US-amerikanischer Neurologe, Physiologe und Philosoph
- Philip Bailey (* 1951), US-amerikanischer Sänger
- Philip James Bailey (1816–1902), britischer Dichter und Autor
- Prano Bailey-Bond (* 1982), britische Filmregisseurin und Drehbuchautorin
- Preston Bailey (* 2000), US-amerikanischer Schauspieler

### R
- Ralph Emerson Bailey (1878–1948), US-amerikanischer Politiker
- Randall Bailey (* 1974), US-amerikanischer Boxer
- Raymond Bailey (1904–1980), US-amerikanischer Schauspieler
- Razzy Bailey (1939–2021), US-amerikanischer Sänger und Songwriter
- Rebecca Bailey (Radsportlerin) (* 1974), neuseeländische Radrennfahrerin
- Rebecca Long-Bailey (* 1979), britische Politikerin, Abgeordnete im Unterhaus
- Rector Bailey († 1970), US-amerikanischer R&B- und Jazzmusiker
- Reeve M. Bailey (1911–2011), US-amerikanischer Ichthyologe
- Reid Bailey (* 1956), kanadischer Eishockeyspieler
- Rob Bailey, australischer Musiker
- Robert L. Bailey (1889–1957), US-amerikanischer Politiker
- Robert William Harvey-Bailey († 1962), britischer Ingenieur
- Robin Wayne Bailey (* 1952), US-amerikanischer Science-Fiction-Autor und -Herausgeber
- Rona Bailey, (1914–2005), neuseeländische Lehrerin, Tänzerin und politische Aktivistin der kommunistischen Partei Neuseelands
- Ronald Lloyd Bailey (* 1959), US-amerikanischer Doppelmörder und Serienvergewaltiger
- Ronald William Bailey (1918–2010), britischer Diplomat
- Roy Bailey (Fußballspieler) (1932–1993), englischer Fußballtorwart
- Roy Bailey (Sänger) (1935–2018), britischer Folksänger
- Ryan Bailey (Wasserballspieler) (* 1975), US-amerikanischer Wasserballspieler
- Ryan Bailey (Cricketspieler) (* 1982), südafrikanischer Cricketspieler
- Ryan Bailey (Rugbyspieler) (* 1983), englischer Rugby-League-Spieler
- Ryan Bailey (Leichtathlet) (* 1989), US-amerikanischer Leichtathlet
- Ryan Bailey (Snookerspieler), englischer Snookerspieler

### S
- Sam Bailey (* 1977), britische Popsängerin
- Samuel Bailey (1791–1870), britischer Philosoph
- Sarah Randolph Bailey (1885–1972), US-amerikanische Pädagogin
- Scott Bailey (Curler) (* 1970), kanadischer Curler
- Scott Bailey (Eishockeyspieler) (* 1972), kanadischer Eishockeyspieler
- Scott Bailey (Schauspieler) (* 1978), US-amerikanischer Schauspieler
- Scott Field Bailey (1916–2005), US-amerikanischer Geistlicher, Bischof von West Texas
- Sean Bailey (Filmproduzent) (* um 1970), US-amerikanischer Filmproduzent
- Sean Bailey (Kletterer) (* 1996), US-amerikanischer Sportkletterer
- Sean Bailey (Leichtathlet) (* 1997), jamaikanischer Leichtathlet
- Shamir Bailey (* 1994), bekannt als Shamir, US-amerikanischer Singer-Songwriter
- Shireen Bailey (* 1959), britische Leichtathletin
- Solon Irving Bailey (1854–1931), US-amerikanischer Astronom
- Stanley Bailey (1904–1938), britischer Akademiker und Begründer der Bailey Conferences
- Steve Bailey (* 1960), US-amerikanischer Bassist
- Steven W. Bailey (* 1971), US-amerikanischer Schauspieler
- Sturges W. Bailey (1919–1994), US-amerikanischer Mineraloge
- Sue Bailey (* 1961), britische Ruderin
- Susan Bailey (* 1950), britische Psychiaterin und Hochschullehrerin
- Sydney Bailey (1886–nach 1910), britischer Radrennfahrer

### T
- Tania Bailey (* 1979), englische Squashspielerin
- Tanya Bailey (* 1981), australische Radrennfahrerin
- Theodorus Bailey (1758–1828), US-amerikanischer Politiker
- Thomas A. Bailey (1902–1983), US-amerikanischer Historiker
- Thomas Jennings Bailey (1867–1963), US-amerikanischer Jurist
- Thomas L. Bailey (1888–1946), US-amerikanischer Politiker
- Thurl Bailey (* 1961), US-amerikanischer Basketballspieler
- Tim Bailey, englischer Snookerspieler
- Toby Bailey (* 1975), US-amerikanischer Basketballspieler
- Tom Bailey (* 1954), britischer Musiker
- Tonja Buford-Bailey (* 1970), US-amerikanische Hürdenläuferin
- Tony Bailey (* 1946), englischer Fußballspieler
- Trevor Bailey (1923–2011), englischer Cricketspieler

### V
- Vernon Howe Bailey (1874–1953), US-amerikanischer Maler, Illustrator und Filmemacher
- Vernon Orlando Bailey (1864–1942), US-amerikanischer Naturforscher
- Victor Bailey (1960–2016), US-amerikanischer Bassist

### W
- Warren Worth Bailey (1855–1928), US-amerikanischer Politiker
- Wendell Bailey (* 1940), US-amerikanischer Politiker
- Wilfrid Norman Bailey (1893–1961), britischer Mathematiker
- William Bailey (Schauspieler) (1886–1962), US-amerikanischer Schauspieler und Regisseur
- William Bailey (Radsportler) (1888–1971), britischer Radrennfahrer
- William Bailey (Politiker, 1889) (1889–1975), kanadischer Politiker
- William Bailey (Maler) (1930–2020), US-amerikanischer Maler
- William Bailey (Politiker, 1962) (* 1962), US-amerikanischer Politiker
- William B. Bailey (1892–1977), US-amerikanischer Politiker
- William Francis Bailey (1842–1915), US-amerikanischer Politiker und Jurist
- William Frederick Bailey (1857–1917), irischer Jurist und Autor
- William Henry Bailey (1831–1908), US-amerikanischer Politiker, Autor und Jurist
- William Louis Bailey (1882–1982), kanadischer Soziologe und Hochschullehrer
- Willis Bailey (1854–1932), US-amerikanischer Politiker

### X
- Xander Bailey, US-amerikanischer Schauspieler

### Y
- Yenith Bailey (* 2001), panamaische Fußballtorhüterin

### Z
- Zico Bailey (Zico Alika Lefroy Locquiao Bailey, * 2000), US-amerikanisch-philippinischer Fußballspieler
- Zuill Bailey (* 1972), US-amerikanischer Cellist

## Fiktive Figuren
- Beetle Bailey, fiktive Comic-Figur

## Belege
1. ↑  About.com: Genealogy